# Museo de Bellas Artes Gravina

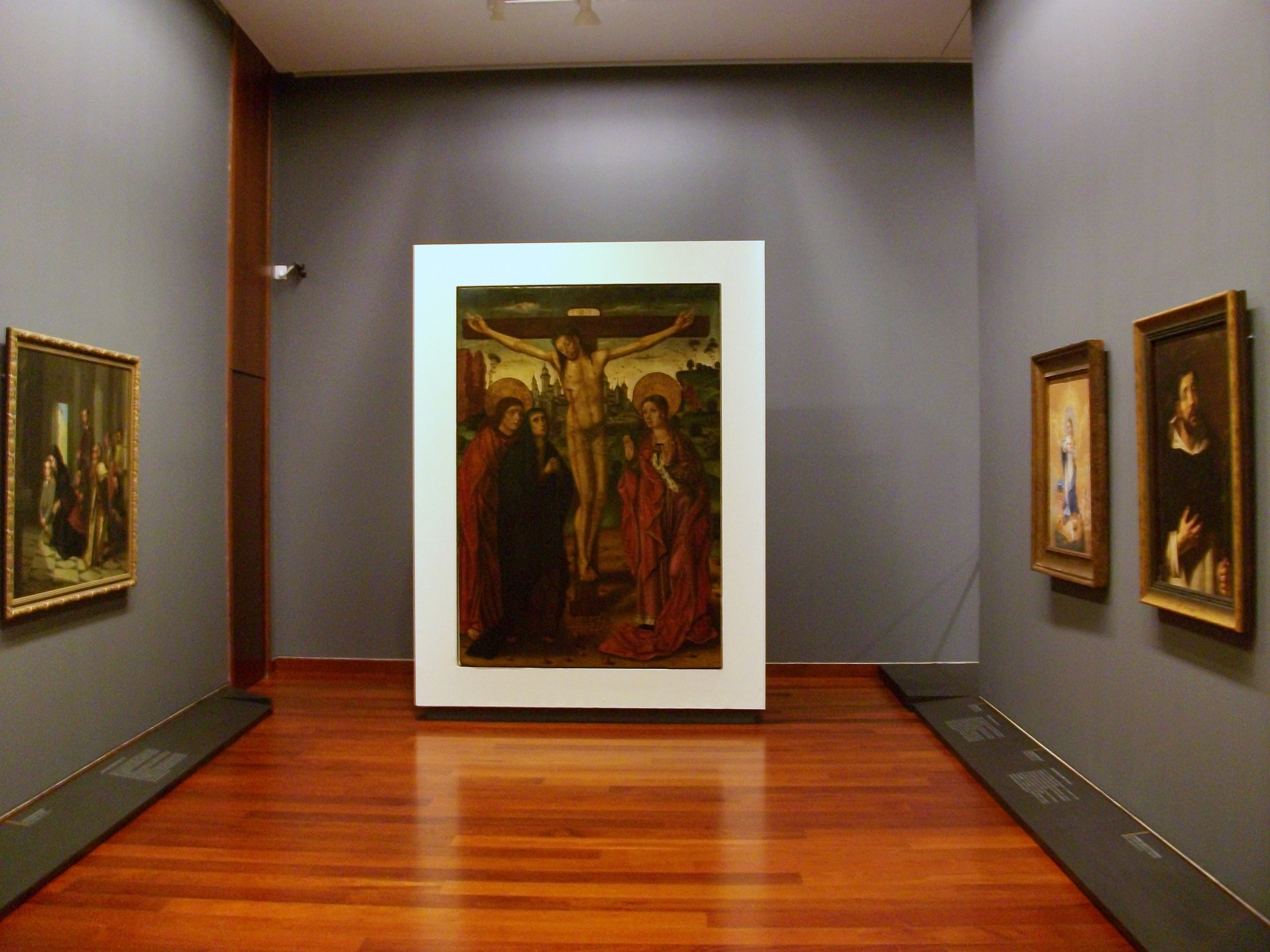
Interior del museo

El museo de Bellas Artes Gravina (MUBAG) (en valenciano: Museu de Belles Arts Gravina) está situado en la ciudad de Alicante (España), y dentro del palacio del Conde de Lumiares, edificio de cuatro plantas construido entre 1748 y 1808 y declarado Monumento Histórico Artístico de carácter local.
Este museo está dedicado a la pintura y escultura alicantina, desde el siglo XVI hasta las primeras décadas del siglo XX. Actualmente, su labor se centra en la exposición de la colección perteneciente a los artistas alicantinos más destacados del siglo XIX y a la figura del pintor local Emilio Varela Isabel.

## ElsigloXIXen el MUBAG
«El siglo XIX en el MUBAG. De la formación a la plenitud de un artista», reúne lo más sobresaliente de la pintura alicantina del siglo XIX. La exposición quiere dar a conocer la carrera y los logros de los principales artistas de la provincia, presentes en la colección de Diputación y que contribuyeron a dar fama a la llamada escuela valenciana, hoy referente en la historia del arte español. La muestra se enriquece con piezas que por primera vez se exponen en Alicante. El resultado final es único y fruto de la colaboración con obras procedentes del Ayuntamiento de Alicante y de las colecciones de museos tan importantes como el Museo Nacional del Prado y el Museo Sorolla, en Madrid y el Museo de Bellas Artes de Valencia.
La muestra se compone de más de sesenta obras, ordenadas cronológicamente, que narran las etapas por las que pasaba un pintor de la época: primeros años de formación, participación en Exposiciones y premios obtenidos en ellas; plenitud artística y reconocimiento internacional.
La colección de la Diputación de Alicante cuenta en sus fondos con una amplia representación de los artistas que destacaron a partir de la segunda mitad del siglo XIX. En 1863, la Diputación decidió apoyar la creación artística alicantina mediante la concesión de pensiones, para que los artistas pudieran ampliar sus estudios en la Academia de Bellas Artes de San Fernando (Madrid) y, después, en los grandes centros del arte mundial: Roma y París. Fue así como se formó el gran núcleo de pintura del XIX que alberga la colección actual, con los ejercicios del examen para obtener la beca y los cuadros y esculturas obligatorias que los artistas enviaban desde el extranjero. Prueba de ello son las obras de Fernando Cabrera, Pedro Serrano Bossio o Francisco Bushell, entre otros.
De la Pinacoteca Nacional se cuenta con catorce obras, destacan las premiadas en las Exposiciones Nacionales de Bellas Artes, en las que fueron asiduos participantes los artistas de la provincia como Vicente Poveda, Ricardo Navarrete y Fos o Heliodoro Guillén Pedemonti, con cuadros de historia y realismo social.
El tema del retrato y el costumbrismo también están presentes en la exposición con magníficos ejemplos de la producción de Emilio Sala, Antonio Gisbert y Joaquín Agrasot en la plenitud de sus carreras.
La incorporación de la figura de Joaquín Sorolla pone punto final a una etapa de pintura de estudio, marcada por el academicismo, dando paso a temas pintados al aire libre donde lo importante ya no es el rigor en la representación, sino la transmisión de otros conceptos como la luz y el color. Estos valores de la pintura de Sorolla, serán el referente de los artistas alicantinos a comienzos del siglo XX, como el caso de su discípulo Emilio Varela.

## Emilio Varela en la colección de la Diputación de Alicante
El 16 de diciembre de 2011 se inauguró la exposición «Emilio Varela en la Colección de Diputación de Alicante», en la sala "Emilio Varela", en la planta baja del MUBAG. Con esta exposición comenzó el proyecto ideado para este espacio: dar a conocer la trayectoria de Varela y la transcendencia de su patrimonio legado. Para difundir la figura del pintor Emilio Varela, la exposición mencionada más arriba, eje central del proyecto, se enriquece con muestras temporales que nos completan o descubren otras facetas del artista, siempre vinculadas a su obra, a su vida, a su época y a la relación con la cultura de su momento.
Hoy en día, se presenta un retrato de Isolda Esplá, hermana de Óscar Esplá, titulado Retrato de Isolda Esplá e hijo. La presentación de este nuevo cuadro se acompaña de un panel explicativo con reproducción de fotografías antiguas, en el que se narra la niñez y juventud de Isolda Amanda Esplá, la amistad entre Isolda Esplá y Emilio Varela y los retratos de Isolda Esplá realizados por Varela, su estudio y su datación.

## Lorenzo Aguirre en la colección de la Diputación de Alicante
En enero de 2024 los herederos de Lorenzo Aguirre donaron al museo 115 obras, que constituyen la mayor parte del legado del artista atesorado por la familia.